# Chaudrey
Chaudrey település Franciaországban, Aube megyében. Lakosainak száma 140 fő (2022. január 1.). Chaudrey Avant-lès-Ramerupt, Charmont-sous-Barbuise, Isle-Aubigny, Mesnil-Lettre, Montsuzain, Nogent-sur-Aube, Ortillon és Ramerupt községekkel határos.

## Népesség
A település népessége az elmúlt években az alábbi módon változott:
| Lakosok száma | 129  | 136  | 157  | 154  | 155  | 149  | 144  | 141  | 139  | 140  |
|               | 1968 | 1982 | 1990 | 2006 | 2013 | 2015 | 2017 | 2019 | 2020 | 2022 |